# Lentechi (distrikt)
Lentechi (georgiska: ლენტეხის მუნიციპალიტეტი, Lentechis munitsipaliteti) är ett distrikt i Georgien. Det ligger i regionen Ratja-Letjchumi och Nedre Svanetien, i den nordvästra delen av landet. Arean är 1 344 kvadratkilometer.